# أنتوني دينيسون
أنتوني دينيسون (بالإنجليزية: Anthony Denison) مواليد 20 سبتمبر 1949 في نيويورك، نيويورك، الولايات المتحدة، هو ممثل أمريكي بدأ مسيرته الفنية سنة 1982. من أعماله المسحورات.

## روابط خارجية
- أنتوني دينيسون على موقع IMDb (الإنجليزية)
- أنتوني دينيسون على موقع إن إن دي بي (الإنجليزية)
- أنتوني دينيسون على موقع قاعدة بيانات الفيلم (الإنجليزية)